# Luisa Rossi
Luisa Rossi (Milano, 26 gennaio 1925 – Roma, 23 maggio 1984) è stata un'attrice italiana.

## Biografia
Sedicenne con la passione per la recitazione, giunge a Roma per cercare lavoro nel cinema, dopo un provino con il regista Giovacchino Forzano. Viene scritturata per il suo primo film Il re d'Inghilterra non paga del 1941, girato a Tirrenia, successivamente avrà una carriera abbastanza lunga, recitando davanti alla cinepresa sino alla fine degli anni settanta, passando dai drammi strappalacrime, al cinema comico e a quello più impegnato di Nanni Moretti.
Contemporaneamente segue i corsi di recitazione della Scuola di Alessandro Fersen, tornerà a Milano al Piccolo Teatro sotto la guida di Giorgio Strehler che la sceglie per una parte nella Tempesta rappresentata nel 1948, poi nuovamente a Roma nella Compagnia di Visconti, dove ricopre sempre piccole ma significative parti.
Al Piccolo Teatro incontrerà Fiorenzo Carpi compositore e musicista, che sposerà poco dopo.
Nel 1949 è accanto a Macario nella pellicola Il monello della strada, il film uscirà l'anno dopo con un grande successo di pubblico.
Negli anni cinquanta, la troviamo in varie Compagnie da quella di Randone a quella della Maltagliati, sino a quella di Dario Fo e Giustino Durano.
Nel 1951-52 sui muri delle strade vengono affissi grandi cartelloni con il suo grande viso, come protagonista dei film Faddija e Sangue sul sagrato.
Frequenti i lavori per la televisione, dagli sceneggiati agli originali scritti per il piccolo schermo, diretta da registi tra cui Anton Giulio Majano, Daniele D'Anza e Vittorio Cottafavi.
Anche nella prosa radiofonica e negli spettacoli di varietà della RAI, ha modo di farsi notare come attrice estremamente versatile.
Muore a Roma dopo una lunga malattia nel 1984, all'età di 59 anni.

## Filmografia

Luisa Rossi nel 1955

- Il re d'Inghilterra non paga, regia di Giovacchino Forzano (1941)
- Ho tanta voglia di cantare, regia di Mario Mattoli (1943)
- L'ultima speranza (Die letzte Chance), regia di Leopold Lindtberg (1945)
- Rocambole, regia di Jacques de Baroncelli (1947)
- Sotto il sole di Roma, regia di Renato Castellani (1948)
- Accidenti alla guerra!..., regia di Giorgio Simonelli (1948)
- Giudicatemi, regia di Giorgio Cristallini (1949)
- Biancaneve e i sette ladri, regia di Giacomo Gentilomo (1949)
- Il lupo della Sila, regia di Duilio Coletti (1949)
- Faddija - La legge della vendetta, regia di Roberto Bianchi Montero (1950)
- Miss Italia, regia di Duilio Coletti (1950)
- Il monello della strada, regia di Carlo Borghesio (1950)
- Sangue sul sagrato, regia di Goffredo Alessandrini (1951)
- Imbarco a mezzanotte, regia di Joseph Losey e Andrea Forzano (1952)
- Lo sai che i papaveri..., regia di Vittorio Metz e Marcello Marchesi (1952)
- Lasciateci in pace, regia di Marino Girolami (1953)
- Redenzione, regia di Pietro Caserini (1953)
- Er fattaccio, regia di Riccardo Moschino (1953)
- Finalmente libero, regia di Mario Amendola e Ruggero Maccari (1953)
- Amarti è il mio peccato (Suor Celeste), regia di Sergio Grieco (1954)
- La figlia del forzato, regia di Gaetano Amata (1954)
- Il grande addio, regia di Renato Polselli (1954)
- Il processo dei veleni (L'Affaire des poisons), regia di Henri Decoin (1955)
- Suor Letizia - Il più grande amore, regia di Mario Camerini (1956)
- Ecce bombo, regia di Nanni Moretti (1978)

## Teatro
- La tempesta di Shakespeare, regia di Giorgio Strehler, Giardino di Boboli di Firenze, 6 giugno 1948.
- Rosalinda o come vi pare di Shakespeare, regia di Luchino Visconti, Teatro Eliseo di Roma, 26 novembre 1948.
- Storia di Pablo di Sergio Velitti, regia di Virginio Puecher, Piccolo Teatro di Milano, 20 marzo 1961.
- La grande magia di Eduardo De Filippo, regia di Eduardo De Filippo, Trasposizione televisiva, 19 febbraio 1964.

### Varietà teatrale
- I sani da legare, di Dario Fo, Franco Parenti, Giustino Durano, con Giancarlo Cobelli, Camillo Milli, Franca Rame, Luisa Rossi, stagione teatrale 1953-1954.
- I Pallinisti, di Marcello Ciorciolini e Sergio Sollima, con Franco Parenti, Luisa Rossi, Giusi Raspani Dandolo, 1956.

## Prosa televisiva Rai

Luisa Rossi e Serena Spaziani nel lavoro televisivo Un giorno all'improvviso

- Il lupo, regia di Guglielmo Morandi, trasmessa il 2 febbraio 1956.
- Il morto torna subito di Jean Guitton, regia di Guglielmo Morandi, trasmessa il 4 febbraio 1958.
- Un giorno all'improvviso di Joe Willis, regia di Giacomo Vaccari, trasmessa il 21 luglio 1961.
- Regia in famiglia, regia di Marcello Sartarelli, trasmessa il 18 ottobre 1961.
- Le acque della luna, regia di Mario Lanfranchi, trasmessa il 5 gennaio 1962.
- L'infedele, di Oreste Del Buono, regia di Giacomo Colli, trsmessa il 17 ottobre 1962
- A.E.I., regia di Eros Macchi, trasmessa il 27 dicembre 1962.
- Paura per Janet di Francis Durbridge, regia di Daniele D'Anza, sceneggiato in 6 puntate trasmesso dall'8 novembre al 18 dicembre 1963.
- Charlov e le figlie, da Ivan Turgenev, regia di Giandomenico Giagni, 11 marzo 1966.
- Con gli occhi dell'occidente di Joseph Conrad, regia di Vittorio Cottafavi, sceneggiato in 3 puntate trasmesso dal 2 al 16 novembre 1979.
- Il fascino dell'insolito, serie TV, episodio Miriam (1980)

## Prosa radiofonica Rai
- Capitan Fracassa di Théophile Gautier, regia di Guglielmo Morandi, trasmessa il 1º maggio (1958)
- Angelica, dramma satìrico di Leo Ferrero, regia di Gianfranco De Bosio, trasmessa il 17 gennaio (1960)
- I venditori di Milano, commedia di Ottiero Ottieri, regaia di Flaminio Bollini, trasmessa il 16 agosto 1961

## Varietà radiofonici RAI
- Giallo in jazz, di Gino Magazù, con Stefano Sibaldi, Luisa Rossi, Gianni Bonagura, presenta Corrado, programma settimanale, maggio-luglio 1956, trasmesso dal secondo programma ore 21.

## Doppiatrici
- Lydia Simoneschi in Giudicatemi, Miss Italia
- Rosetta Calavetta in Amarti è il mio peccato (Suor Celeste), Suor Letizia - Il più grande amore
- Renata Marini in Accidenti alla guerra!